# Erentrud Trost
Erentrud Trost OSB (eigentlich Wilhelmine Trost; * 7. März 1923 in Paderborn; † 14. April 2004 in Varensell) war eine deutsche Glasmalerin und Mosaizistin.

## Lebenslauf
Wilhelmine Trost wurde als Tochter eines Metzgermeisters geboren und hatte noch zwei Schwestern und drei Brüder. Sie besuchte in Paderborn das Gymnasium des Michaelsklosters. Wegen dessen zwangsweiser Schließung im Zweiten Weltkrieg musste sie an das Pelizaeus-Gymnasium wechseln und legte dort 1941 ihr Abitur ab. 1942 begann sie in Köln ein Medizinstudium und bestand 1944 das Physikum. Nach dem 1. klinischen Semester wurde sie 1944 als Narkoseschwester dienstverpflichtet.
Mit 23 trat sie 1946 in die Abtei Varensell des Benediktinerordens ein, nahm den Ordensnamen Erentrud an, und legte im Juli 1953 ihre zeitliche und drei Jahre später die ewige Profess ab. Von 1950 bis 1952 studierte sie an der Werkkunstschule in Münster Angewandte Kunst bei Vinzenz Pieper. Kunstreisen führten sie nach Italien, Frankreich, England und die Niederlande. Seit 1955 war sie als Künstlerin überwiegend mit dem Entwurf von Glasfenstern und Mosaiken tätig – beginnend mit dem Neubau der Abteikirche Varensell, deren gesamte Innenausstattung ihr übertragen wurde. Sie blieb bis zu ihrem Tod 2004 Ordensschwester der Benediktinerabtei Varensell.
Im Erzbistum Paderborn schuf sie eine große Zahl an Glasfenstern und Mosaiken. Ihre Arbeiten umfassen ferner Entwürfe für Paramentstickereien; in ihren späteren Jahren wandte sie sich der Buchmalerei zu und schuf u. a. gemeinsam mit Lioba Munz ein Evangelistar für den Mindener Dom. Ein kompletter Werkkatalog von ihr existiert bislang nicht.

## Werke

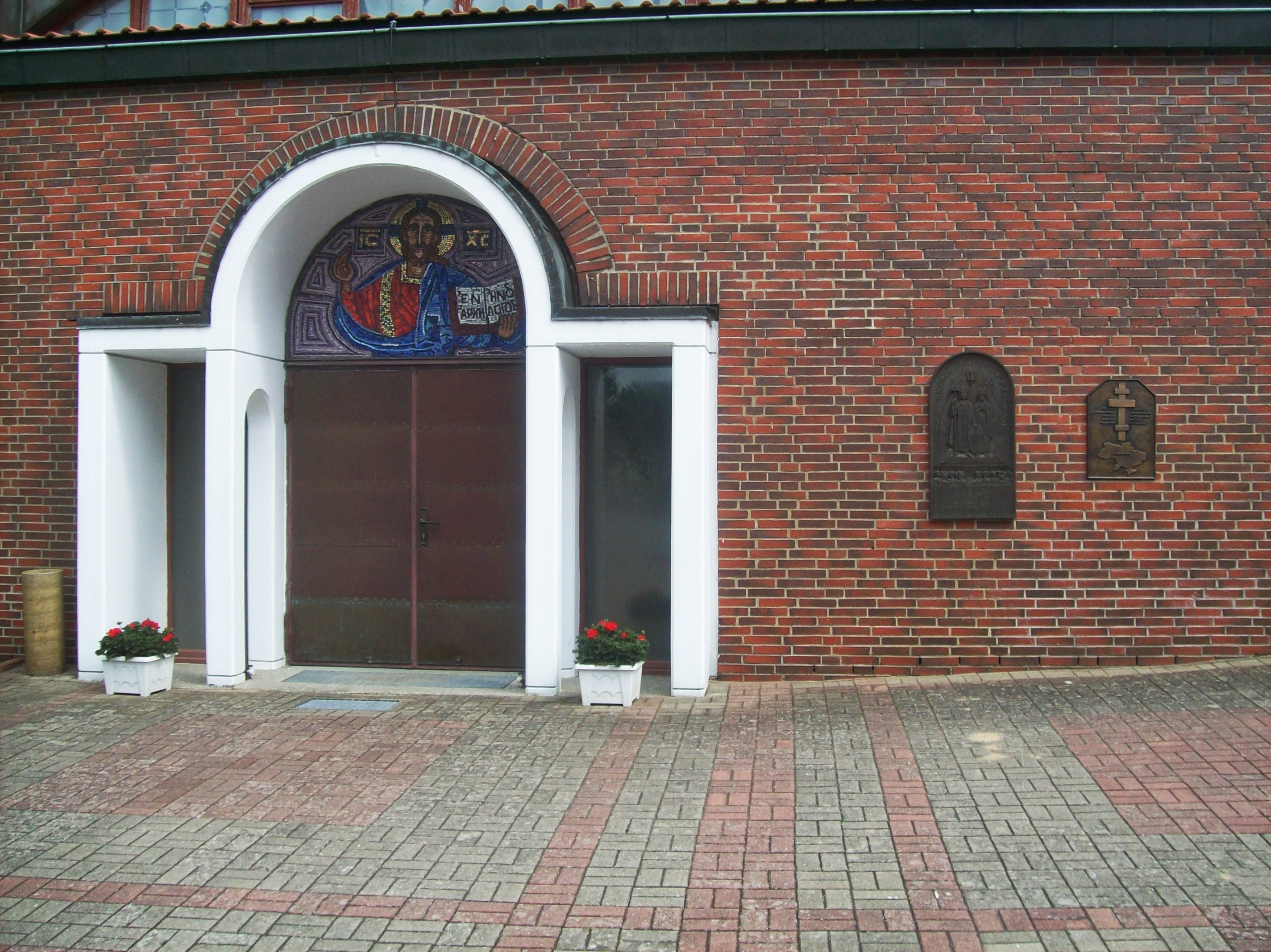
Portal der Allerheiligenkirche Hamburg mit Tympanonmosaik von Erentrud Trost

| Ort                        | Kirche / Kapelle                         | F(enster)/M(osaik) | Ausführende (Glas)Werkstatt    | Jahr    |
| -------------------------- | ---------------------------------------- | ------------------ | ------------------------------ | ------- |
| Attendorn                  | Franziskanerkloster                      | F                  | Klosterwerkstätten (Werl)      | 1968    |
| Bad Salzuflen-Schötmar     | St. Kilian                               | F                  | Jostmann (Paderborn)           | 1984    |
| Berlin-Lankwitz            | Kloster Sankt Augustinus                 | F                  | Jostmann (Paderborn)           | 1995    |
| Bielefeld                  | St. Bonifatius (re-Seite)                | F                  | Bernhard (Telgte)              | 1960    |
| Bielefeld                  | Kapelle im Altenheim St. Josef           | F                  | Bernhard (Telgte)              | 1959    |
| Bielefeld                  | Kapelle im Altenheim St. Laurentius      | F                  | Jostmann (Paderborn)           | 1983    |
| Bielefeld-Heepen           | St. Hedwig                               | F                  | Pothast u. Schmidt (Bielefeld) | 1955/56 |
| Bielefeld-Senne I          | St. Bartholomäus                         | F+M                | Bernhard (Telgte)              | 1965    |
| Bielefeld-Sennestadt       | St. Thomas Morus                         | F+M                | Peters (Paderborn)             | 1961    |
| Bodenwerder                | Maria Königin                            | Portalstatue, M, F | ?                              | 1960    |
| Borgholzhausen             | St. Marien u. St. Nikolaus               | F                  | Bernhard (Telgte)              | 1961    |
| Bredelar                   | Christkönig                              | Kreuzweg           |                                |         |
| Brilon-Wald                | Kapelle in der Fachklinik Hoheneimberg   | F                  | Bernhard (Telgte)              | 1961    |
| Castrop-Rauxel-Obercastrop | St. Elisabeth                            | M                  | ?                              | ?       |
| Dortmund-Wambel            | St. Meinolfus                            | Taufstein          |                                | 1954/55 |
| Geseke                     | Kapelle im Hospital zum Hl. Geist        | F                  | Bernhard (Telgte)              | 1959    |
| Gütersloh                  | Kreuzkirche                              | F                  | Bernhard (Telgte)              | 1959    |
| Gütersloh-Avenwedde        | Herz Jesu                                | F                  | Jostmann (Paderborn)           | 1987    |
| Hagen-Boele                | St. Johannes (Chorfenster)               | F                  | Bernhard (Telgte)              | 1958    |
| Hagen-Eckesey              | St. Petrus Canisius                      | F                  | Weicken (Unna)                 | 1957    |
| Hagen-Kuhlerkamp           | Maria Hilfe der Christen                 | F                  | Bernhard (Telgte)              | 1965    |
| Halle-Werther              | St. Michael                              | F                  | Bernhard (Telgte)              | 1958    |
| Haltern                    | St. Marien                               | M                  | ?                              | 1977    |
| Hamburg-Neuwiedental       | Allerheiligenkirche: Tympanonmosaik      | M                  |                                | 1980    |
| Hamm-Wambeln               | Christkönig                              | F                  | Bernhard (Telgte)              | 1971    |
| Herne                      | St. Bonifatius                           | M                  | ?                              | 1978    |
| Herne                      | Kapelle im Kinderheim                    | F                  | Bernhard (Telgte)              | 1963    |
| Horn-Bad Meinberg          | Heilig Kreuz                             | F                  | Bernhard (Telgte)              | 1959    |
| Lübeck-Kücknitz            | St. Joseph                               | F                  | Jostmann (Paderborn)           | 1988    |
| Marsberg-Niedermarsberg    | Kapelle im St. Johannesstift             | F                  | Bernhard (Telgte)              | 1960    |
| Medebach-Küstelberg        | St. Laurentius                           | F                  | Peters (Paderborn)             | 1973    |
| Minden                     | Dom zu Minden                            | F                  | Peters (Paderborn)             | 1986f   |
| Münster                    | St. Maria Heil der Kranken               | M                  | ?                              | 1967    |
| Oberaden                   | St. Barbara                              | F+M                | Weicken (Unna)                 | 1954/55 |
| Olsberg-Assinghausen       | St. Katharina                            | F                  | Jostmann (Paderborn)           | 1986    |
| Paderborn                  | Gaukirche St. Ulrich (mivo-oben)         | F                  | Peters (Paderborn)             | 1964    |
| Paderborn                  | Kapelle in der Landesfrauenklinik        | F                  | Bernhard (Telgte)              | 1964    |
| Papenburg                  | St. Antonius (Seitenschifffenster)       | F                  | ?                              | 1965    |
| Rheda-Wiedenbrück          | St. Pius                                 | F                  | Bernhard (Telgte)              | 1957    |
| Rickenbach LU              | Dominikanerinnen-Kloster                 | F                  |                                |         |
| Rietberg-Varensell         | Abteikirche (Südfenster)                 | F                  | Junglas (Münster)              | 1955    |
| Rietberg-Varensell         | Abteikirche (Fenster im Nonnenchor)      | F                  | Junglas (Münster)              | 1956    |
| Rietberg-Varensell         | Abteikirche (Ostfenster)                 | F                  | Bernhard (Telgte)              | 1956    |
| Rietberg-Westerwiehe       | St. Laurentius                           | F                  | Bernhard (Telgte)              | 1963    |
| Rüthen                     | Krankenhauskapelle Maria auf den Steinen | F                  | Bernhard (Telgte)              | 1958    |
| Siegen                     | Klarisseneremitage                       | F                  | Peters (Paderborn)             | 1966    |
| Siegen                     | St. Marien                               | F                  | Bernhard (Telgte)              | 1969    |
| Stadtoldendorf             | Hl. Herz Jesu                            | F+M                | Bernhard (Telgte)              | 1970    |
| Steinhagen                 | St. Hedwig                               | F                  | Bernhard (Telgte)              | 1961    |
| Vadstena, Schweden         | Benediktinerinnenkloster am Omberg       | F                  |                                | 1997    |
| Verl-Kaunitz               | Friedhofskapelle                         | F                  | Jostmann (Paderborn)           | 1987    |
| Versmold                   | St. Michael                              | F                  | Bernhard (Telgte)              | 1960    |
| Warendorf                  | St. Marien (Taufkapelle)                 | F                  | ?                              | ?       |
| Warstein                   | Kapelle St. Vincent im Landeskrankenhaus | F                  | Bernhard (Telge)               | 1968    |
| Werlte                     | St. Sixtus                               | M                  | ?                              | 1979    |
| Winterberg-Silbach         | St. Luzia und Willibrord                 | F                  | Bernhard (Telgte)              | 1964    |

## Ehrungen
- Oktober 2000: Bundesverdienstkreuz[2]

## Publikationen
- Drutmar Cremer: Du siehst mich an. Bildmeditationen. Zu Lyrik von Ursula Tannen; zu Fotos von Oswald Kettenberger; zu Grafiken von Erentrud Trost. Echter, Würzburg 1973, ISBN 3-429-00281-8.
- Ursula Tannen: Dies ist das Tor. Stationen der Hoffnung in Angst und Nacht. Mit einem Vorwort von Drutmar Cremer und Grafiken von Erentrud Trost. Echter, Würzburg 1973, ISBN 3-429-00295-8.
- Maria, Mutter im Glauben. Herder, Freiburg i. Br. 1989, ISBN 3-451-21411-3.